# Methamphetamin
Methamphetamin (tên đầy đủ n-methylamphetamin, thường gọi là ma túy đá) là một chất kích thích hệ thần kinh trung ương nhóm amphetamin từng được sử dụng không phổ biến như một phương pháp điều trị bổ sung cho rối loạn tăng động giảm chú ý (ADHD), và béo phì, nhưng lại phổ biến được sử dụng như một loại thuốc giải trí tiêu khiển. Methamphetamin được phát hiện vào năm 1893 và tồn tại dưới dạng hai chất đối quang (enantiomer): levo-methamphetamin và dextro-methamphetamin. Danh pháp methamphetamin đề cập cho một chất hóa học cụ thể, đó là dạng base liên hợp của amin (free-base) ở dạng amin tinh khiết của với tỷ lệ ngang nhau giữa levo-methamphetamin và dextro-methamphetamin. Methamphetamin hiếm khi được chỉ định vì nguy cơ gây độc thần kinh đối với con người và hành vi lạm dụng giải trí tiêu khiển như một loại thuốc kích dục và thuốc hưng thần (euphoria). Dextroamphetamin kích thích hệ thần kinh trung ương mạnh hơn levomethamphetamin.
Buôn bán và vận chuyển hỗn hợp racemic methamphetamin và dextromethamphetamin đều bị coi là bất hợp pháp. Tỷ lệ sử dụng methamphetamin cao nhất xảy ra ở các khu vực Châu Á và Châu Đại Dương, và ở Hoa Kỳ, methamphetamin được phân loại là chất kiểm soát theo danh mục II. Ở Hoa Kỳ, levomethamphetamin là thuốc không kê đơn, sử dụng làm thuốc thông mũi dạng hít. Hầu hết tất cả mọi quốc gia trên thế giới, việc sản xuất, phân phối, mua bán và sở hữu methamphetamin đều phải được kiểm soát hoặc bị cấm, do nó nằm trong danh mục II của hiệp ước Liên hợp quốc về các chất ma túy. Mặc dù dextromethamphetamin có tác dụng mạnh hơn nhưng racemic của methamphetamin thường được sản xuất bất hợp pháp hơn do tổng hợp khá dễ dàng và tiền chất tổng hợp thường sẵn có.
Ở liều thấp, methamphetamin giúp nâng cao tâm trạng (hưng thần), tăng tập trung, chú ý và tạo cảm giác tràn đầy sức sống cho những người mệt mỏi, chán ăn và thúc đẩy giảm cân. Đối với liều cao kéo dài, chất có thể gây ra rối loạn tâm thần, co giật và xuất huyết não. Sử dụng liều cao kéo dài có thể gây rối loạn cảm xúc (rối loạn tâm trạng), rối loạn tâm thần (ví dụ: ảo giác, sảng, hoang tưởng, paranoia) và bạo lực. Đối với giải trí tiêu khiển, methamphetamin có khả năng tăng năng lượng, hưng thần và tăng ham muốn và khả năng tình dục đến một mức độ mà người dùng có thể tham gia vào các hoạt động tình dục liên tục trong vài ngày. Methamphetamin được biết là gây nghiện cao. Khi ngừng sử dụng methamphetamin có thể dẫn đến hội chứng cai nghiện cấp tính (PAWS). Methamphetamin liều cao có khả năng gây ngộ độc các neuron dopaminergic trung não của người. Methamphetamin được chứng minh là có ái lực cao với neuron serotonergic hơn amphetamin. Độc tính methamphetamin gây ra những thay đổi bất lợi trong cấu trúc và chức năng của não bộ, chẳng hạn như giảm khối lượng chất xám ở một số vùng trong não, cũng như những thay đổi bất lợi trong các dấu hiệu của sự toàn vẹn trao đổi chất.
Methamphetamin thuộc nhóm hóa chất dẫn xuất phenethylamin và dẫn xuất amphetamin. Methamphetamin là đồng phân cấu tạo về vị trí nhóm chức của dimethylphenethylamin, có chung công thức hóa học là C
10H
15N.

## Ứng dụng

### Y học
Tại Hoa Kỳ, methamphetamin hydrochloride, dưới tên thương mại Desoxyn, đã được FDA chấp thuận để kê đơn điều trị bệnh ADHD và béo phì ở người lớn và trẻ nhỏ. Tuy nhiên, FDA cũng chỉ ra rằng công dụng điều trị của methamphetamin còn hạn chế, cần được cân nhắc với những nguy cơ cố hữu liên quan đến việc sử dụng chất. Để tránh độc tính và nguy cơ bị tác dụng phụ, hướng dẫn chẩn đoán và điều trị của FDA khuyến nghị liều methamphetamin ban đầu là 5–10 mg/ngày đối với ADHD ở người lớn và trẻ em trên 6 tuổi và có thể mỗi tuần tăng liều thêm 5 mg, tối đa là 25 mg/ngày cho đến khi đạt được đáp ứng lâm sàng tối ưu; liều hiệu quả thông thường là khoảng 20–25 mg/ngày.

Methamphetamin đôi khi được kê đơn off-label (kê đơn không theo hướng dẫn trên nhãn) điều trị chứng ngủ rũ và mất ngủ vô căn. Tại Hoa Kỳ, levomethamphetamin có trong một số sản phẩm thuốc thông mũi không kê đơn.

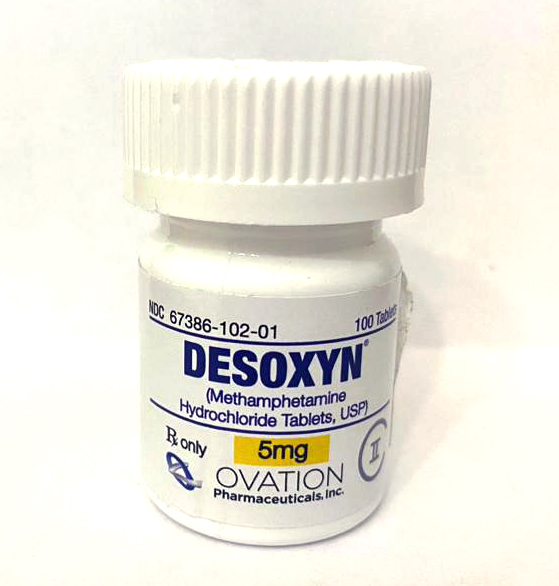
Desoxyn (Methamphetamin Hydrochloride), 100 viên nén

Bởi vì methamphetamin hay bị lạm dụng, nên loại thuốc này được quy định theo Đạo luật về các chất kiểm soát và được liệt kê theo Danh mục II ở Hoa Kỳ. Methamphetamin hydrochloride được phân phối tại Hoa Kỳ bắt buộc phải bao gồm nhãn cảnh báo nguy hiểm về khả năng gây nghiện và lạm dụng sai mục đích để giải trí.
Methamphetamin có hai dược phẩm là Desoxyn và Desoxyn Gradumet. Desoxyn Gradumet không còn được sản xuất nữa vì là dạng thuốc giải phóng tác dụng dài, làm phẳng đường cong tác dụng và kéo dài thời gian tác dụng của thuốc.

### Sử dụng để giải trí

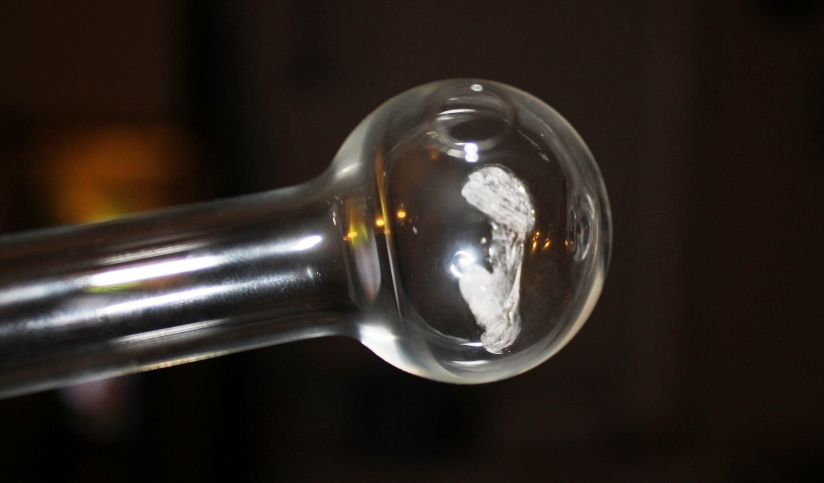
Một chiếc bình để sử dụng ma túy đá

Methamphetamin thường phổ biến được sử dụng để giải trí tiêu khiển vì tác dụng gây hưng phấn và kích thích mạnh, cũng như là chất kích dục.

Theo một bộ phim tài liệu của National Geographic TV về methamphetamin, có một kiểu văn hóa được gọi là Sử dụng chất khi quan hệ tình dục (chemsex hay party and play) dựa trên hoạt động tình dục và sử dụng methamphetamin. Những người tham gia tích cực vào kiểu hoạt động tình dục này gần như hoàn toàn là những người đồng tính, họ thường sẽ gặp gỡ nhau qua các trang web hẹn hò trên internet và sau đó quan hệ tình dục. Do có tác dụng kích thích tâm tinh thần và kích dục mạnh và tác dụng ức chế xuất tinh kèm theo việc sử dụng nhiều lần, quá trình quan hệ tình dục ở những lần này đôi khi có thể diễn ra liên tục trong nhiều ngày liền. Sự "tụt dốc" trong tinh thần sau khi sử dụng methamphetamin để quan hệ thường rất nghiêm trọng, người sử dụng meth sẽ bị mắc chứng ngủ quá nhiều. Tệ nạn này thường ở các thành phố lớn ở Hoa Kỳ như San Francisco và New York City.

## Chống chỉ định
Chống chỉ định methamphetamin ở những người có tiền sử rối loạn sử dụng chất gây nghiện, bệnh tim mạch, dễ bị kích động, dễ lo âu, hoặc ở những bệnh nhân bị xơ cứng động mạch, glôcôm, cường giáp hoặc tăng huyết áp mức độ nặng. FDA khuyến cáo những cá nhân đã từng có phản ứng quá mẫn với các chất kích thích khác trong quá khứ hoặc hiện đang dùng thuốc ức chế monoamin oxidase (MAOIs) không nên dùng methamphetamin. FDA cũng khuyến cáo những người mắc rối loạn lưỡng cực, trầm cảm, tăng huyết áp, các vấn đề về chức năng gan hoặc thận, hưng cảm, loạn thần, hội chứng Raynaud, cơn động kinh, các vấn đề về tuyến giáp, tic hoặc hội chứng Tourette nên theo dõi các triệu chứng của họ khi dùng methamphetamin. Do nguy cơ ảnh hưởng đến chậm phát triển thể chất, FDA khuyên nên theo dõi chiều cao và cân nặng của trẻ em và thanh thiếu niên trong quá trình điều trị.

## Tác dụng phụ

### Tác dụng lên thể chất
Tác động lên sức khỏe thể chất của methamphetamin bao gồm chán ăn, tăng động, giãn đồng tử, da ửng đỏ, đổ mồ hôi nhiều, khô miệng và nghiến răng (gây nên hiện tượng miệng meth), nhức đầu, rối loạn nhịp tim (thường là nhịp nhanh hoặc nhịp chậm), thở nhanh, tăng huyết áp, tụt huyết áp, tăng thân nhiệt, tiêu chảy, táo bón, mờ mắt, chóng mặt, co giật, tê, run, da khô, mụn trứng cá và người xanh xao. Người dùng meth lâu dài có thể bị loét da; những vết này có thể là do họ "gãi ngứa" vì họ tin rằng có côn trùng nào đó đang bò dưới da. Có nhiều báo các về trường hợp tử vong liên quan đến sốc methamphetamin.

#### Miệng meth

Một trường hợp nghi ngờ miệng meth

Người sử dụng và người nghiện methamphetamin có thể bị hỏng răng với tốc độ nhanh chóng, tình trạng này nghiêm trọng nhất ở những người sử dụng thuốc qua đường tiêm chích. Theo Hiệp hội Nha khoa Hoa Kỳ, bệnh miệng meth "có thể là do sự kết hợp của những thay đổi tâm lý và sinh lý do thuốc gây ra, dẫn đến chứng khô miệng, không vệ sinh răng miệng trong thời gian dài, và chứng nghiến răng". Tuy nhiên một số nhà nghiên cứu cho rằng tác dụng hỏng răng của meth bị phóng đại và cách điệu hóa để tạo ra định kiến, định hướng người sử dụng như một sự răn đe, cảnh báo người bắt đầu sử dụng methamphetamin.

#### Bệnh lây truyền qua đường tình dục
Việc sử dụng meth được phát hiện là có khả năng làm trầm trọng thêm tình trạng quan hệ tình dục không an toàn ở cả bạn tình nhiễm HIV và bạn tình không quen biết. Những phát hiện này cho thấy rằng việc sử dụng methamphetamin và quan hệ tình dục qua đường hậu môn không có phương tiện bảo vệ là những hành vi nguy hiểm, có khả năng tăng nguy cơ lây truyền HIV ở nam giới đồng tính và dị tính luyến ái. Sử dụng methamphetamin cho phép cả hai giới hoạt động tình dục kéo dài liên tục, có thể gây lở loét và trầy xước bộ phận sinh dục cũng như chứng cương đau ở nam giới. Methamphetamin cũng có thể gây lở loét và trầy xước trong miệng do nghiến răng, làm tăng nguy cơ lây nhiễm bệnh qua đường tình dục.
Bên cạnh việc lây truyền HIV qua đường tình dục, HIV cũng có thể lây giữa những người sử dụng chung kim tiêm. Mức độ dùng chung kim tiêm giữa những người sử dụng methamphetamin cũng tương tự như ở những đối tượng sử dụng ma túy khác.

### Tác dụng tâm lý
Các tác động lên tâm lý của methamphetamin bao gồm khí sắc thăng (euphoria), khí sắc trầm (dysphoria), thay đổi ham muốn tình dục, cảnh giác, e ngại và tập trung, giảm cảm giác mệt mỏi, làm mất ngủ hoặc gây tỉnh táo, tự tin, hòa đồng, dễ nổi cáu, bồn chồn, hoang tưởng và các hành vi lặp đi lặp lại và ám ảnh. Điểm đặc biệt của methamphetamin và các chất kích thích có liên quan là hành vi/nghi thức "khuôn mẫu". Sử dụng methamphetamin cũng có mối tương quan cao với lo âu, trầm cảm, rối loạn tâm thần do amphetamin, tự sát và các hành vi bạo lực.

### Độc thần kinh và miễn dịch thần kinh

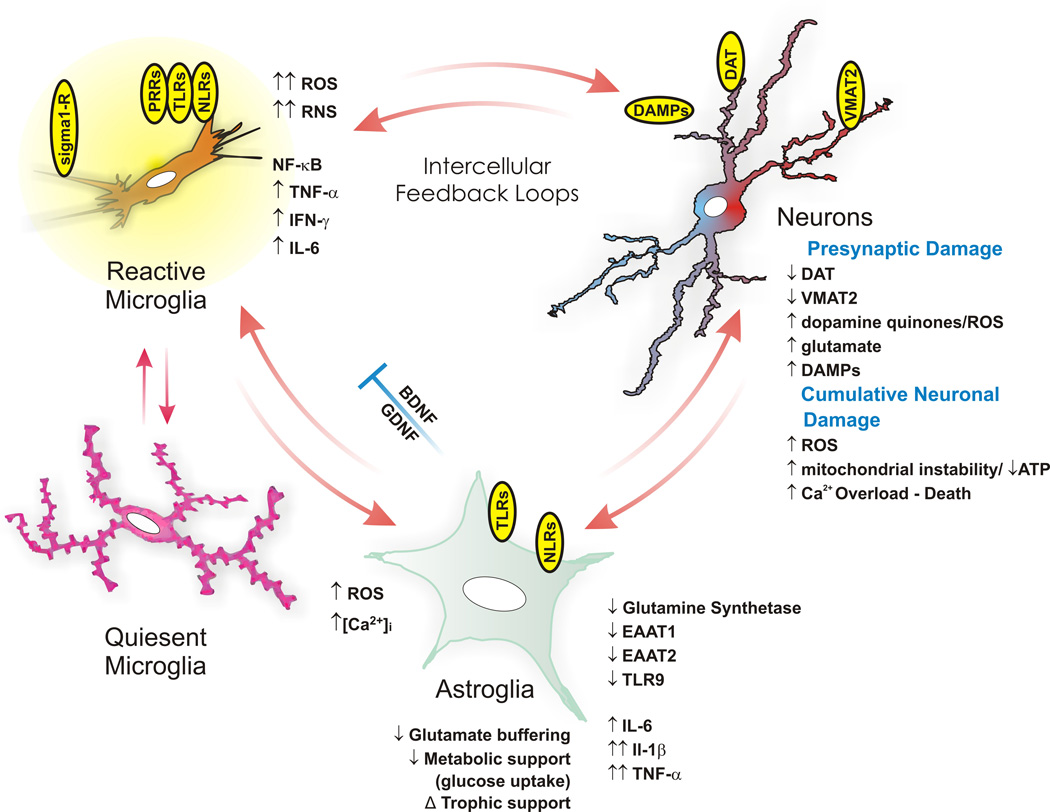
Sơ đồ này mô tả các cơ chế miễn dịch thần kinh làm trung gian cho quá trình thoái hóa thần kinh do methamphetamin gây ra trong não người. Phản ứng miễn dịch thần kinh qua trung gian NF-κB đối với việc sử dụng methamphetamin dẫn đến tăng tính thấm của hàng rào máu não phát sinh thông qua sự liên kết và kích hoạt của nó với các thụ thể sigma, tăng sản xuất các loại oxy phản ứng (ROS), các loại nitơ phản ứng (RNS), mẫu phân tử liên quan đến tổn thương bề mặt (DAMPs - damage-associated molecular patterns), sự rối loạn điều hòa các chất vận chuyển glutamat (cụ thể là EAAT1 và EAAT2) và chuyển hóa glucose cũng như dòng ion Ca^{2+} quá mức trong tế bào thần kinh đệm và neuron dopamine.

Methamphetamin gây độc trực tiếp cho neuron (tế bào thần kinh) dopaminergic ở cả động vật thí nghiệm và người. Kích thích độc tế bào (excitotoxicity), stress oxy hóa, rối loạn chức năng hệ ubiquitin-proteasome (UPS), nitrat hóa protein, stress mạng lưới nội chất trong tế bào beta (endoplasmic reticulum stress in beta cells), biểu hiện gen p53 và các quá trình khác góp phần gây ra ngộ độc thần kinh. Cùng với độc tính thần kinh dopaminergic, việc sử dụng methamphetamin tăng nguy cơ mắc bệnh Parkinson. Ngoài độc tính thần kinh dopaminergic, một tổng quan hệ thống thu thập các bằng chứng ở người chỉ ra rằng sử dụng methamphetamin liều cao cũng có thể gây độc đối với neuron serotonergic. Thân nhiệt cao (nhiệt độ cơ thể cao) được chứng minh là có liên quan đến gia tăng tác dụng gây độc thần kinh của methamphetamin. Việc ngừng sử dụng methamphetamin ở những người phụ thuộc có thể dẫn đến tình trạng hội chứng cai đeo đẳng nhiều tháng.
Các nghiên cứu phim chụp cộng hưởng từ trên người sử dụng methamphetamin cũng đã cho thấy bằng chứng về sự thoái hóa thần kinh hoặc những thay đổi bất lợi về tế bào thần kinh trong cấu trúc và chức năng của não. Đặc biệt, methamphetamin dường như gây nên tình trạng tăng tín hiệu trên T2 và phì đại chất trắng, làm teo hải mã và giảm chất xám ở vỏ não đai, vỏ não viền (limbic cortex) và vỏ não cận viền (paralimbic cortex) ở những người sử dụng methamphetamin để tiêu khiển. Hơn nữa, các bằng chứng cho thấy nồng độ dấu ấn sinh học về tính toàn vẹn và tổng hợp trao đổi chất ở những người sử dụng giải trí diễn biến theo chiều hướng bất lợi, chẳng hạn như nồng độ N-acetylaspartat và creatine thì giảm, còn nồng độ choline và myoinositol tăng cao.
Methamphetamin được chứng minh là kích hoạt TAAR1 trong tế bào tk đệm hình sao ở người và tạo ra AMP vòng (cAMP). Kích hoạt TAAR1 trong tế bào hình sao có thể là một cơ chế giúp methamphetamin làm suy giảm nồng độ EAAT2 (SLC1A2) gắn màng và hoạt động trong các tế bào này.
Methamphetamin liên kết và kích hoạt cả hai dưới lớp (subtype) của receptor sigma, σ1 và σ2, với ái lực được tính bằng micromol. Kích hoạt receptor sigma có thể tăng cường độc tính thần kinh do methamphetamin gây ra, bằng cách tạo điều kiện diễn biến tình trạng tăng thân nhiệt, tăng tổng hợp và giải phóng dopamin, ảnh hưởng đến các bước hoạt hóa dưới góc độ vi mô và điều chỉnh "dòng thác tính hiệu" của quá trình chết tế bào theo chương trình, hình thành các loài oxy phản ứng (reactive oxygen species, ROS).

### Nghiện
Các mô hình nghiên cứu về nghiện khi sử dụng ma túy lâu ngày gây ra những thay đổi trong biểu hiện gen ở một số vùng của não, đặc biệt là nhân cạp (nucleus accumbens), phát sinh thông qua cơ chế phiên mã và di truyền học biểu sinh. Các yếu tố phiên mã quan trọng nhất tạo ra những thay đổi này là Delta FBJ murine osteosarcoma viral oncogene homolog B (ΔFosB), cAMP response element binding protein (CREB, tạm dịch: protein gắn yếu tố đáp ứng cAMP) và nuclear factor-kappa B (NF-κB, tạm dịch: Yếu tố hạt nhân tăng cường chuỗi nhẹ kappa của các tế bào B hoạt động). ΔFosB là cơ chế phân tử sinh học quan trọng nhất trong chứng nghiện vì gen ΔFosB biểu hiện quá mức (tức là mức độ biểu hiện gen cao bất thường khi tạo ra kiểu hình) trong các neuron gai trung gian (medium spiny neurons) loại D1 trong nhân cạp là điều kiện cần và đủ để có những thích ứng liên quan đến thần kinh và những sự điều chỉnh liên quan đến hành vi nghiện (ví dụ: tự tiêm chất gây nghiện theo chiều hướng tăng dần về liều). Một khi ΔFosB được biểu hiện quá mức, ΔFosB gây ra trạng thái nghiện ngày càng nghiêm trọng hơn do chính những thích ứng liên quan đến thần kinh đó lại tiếp tục làm gia tăng hơn nữa sự biểu hiện quá mức của ΔFosB. Cơ chế này có liên quan đến nghiện rượu, cannabinoid, cocain, methylphenidat, nicotin, opioid, phencyclidine, propofol và amphetamin thay thế, v..v.
ΔJunD, một yếu tố phiên mã và G9a, một enzym histone methyltransferase, đều có tác dụng chống lại chức năng của ΔFosB và ức chế sự gia tăng biểu hiện gen của ΔFosB. ΔJunD biểu hiện quá mức trong nhân cạp, phối hợp với vector virus (viral vector) có thể ngăn chặn hoàn toàn nhưng biến đổi liên quan đến thần kinh và hành vi được thấy trong lạm dụng chất lâu ngày (tức là những thay đổi qua trung gian là gen ΔFosB). Tương tự, hiện tượng biểu hiện quá mức gen G9a tại nhân cạp làm tăng rõ rệt quá trình dimethyl hóa nhóm lysin dư thừa tại vị trí số 9 trên protein histon H3 (tiếng Anh: histone 3 lysine residue 9 dimethylation - H3K9me2, histon H3 là một protein đóng gói DNA) và ức chế sự cảm ứng của tính dẻo hành vi (behavioral plasticity) và khả biến thần kinh (neuroplasticity) qua trung gian ΔFosB do sử dụng thuốc dài ngày. Sự ức chế trên xảy ra thông qua:
1. Ức chế qua trung gian H3K9me2 (H3K9me2-mediated repression) đối với các yếu tố phiên mã gen ΔFosB
2. Ức chế qua trung gian H3K9me2 đối với các mục tiêu thúc đẩy sự phiên mã của gen ΔFosB (ví dụ: enzyme cyclin-dependent kinase 5, CDK5).

ΔFosB đóng vai trò quan trọng trong việc điều chỉnh các đáp ứng hành vi đối với hành vi nghiện, chẳng hạn như thưởng thức bữa ăn ngon, tình dục và tập thể dục. Vì những "phần thưởng" (tưởng thưởng) nêu trên và thuốc gây nghiện đều gây ra biểu hiện gen của gen ΔFosB (tức là khiến não sản xuất ra nhiều hơn), việc lâu dài tiếp nhận các "phần thưởng" nêu trên cũng có thể dẫn đến tình trạng nghiện bệnh lý. Do đó, ΔFosB là yếu tố quan trọng nhất liên quan đến cả nghiện amphetamin (bao hàm cả methamphetamin) và nghiện tình dục do amphetamin, là những hành vi tình dục cưỡng bức do hoạt động tình dục quá mức và sử dụng amphetamin. Những chứng nghiện tình dục này có liên quan đến hội chứng rối loạn điều hòa dopamin xảy ra ở một số bệnh nhân dùng thuốc dopaminergic như là amphetamin hoặc methamphetamin.

#### Yếu tố biểu sinh
Nghiện methamphetamin có thể tồn tại dai dẳng. 61% số người được điều trị nghiện meth bị tái phát (tức là nghiện trở lại) trong vòng một năm. Khoảng một nửa số người được điều trị nghiện tiếp tục tái nghiện methamphetamin trong thời gian 10 năm, trong khi nửa số người còn lại có giảm sử dụng meth tính từ khoảng 1 đến 4 năm sau lần sử dụng meth đầu tiên.
Tình trạng nghiện kéo dài cho thấy những thay đổi lâu dài trong điều hòa biểu hiện gen có thể xảy ra ở các vùng cụ thể của não và có thể góp phần quan trọng vào kiểu hình nghiện. Năm 2014, cơ chế di truyền biểu sinh được chứng minh đóng vai trò quan trọng trong việc thúc đẩy những thay đổi lâu dài trong biểu hiện gen trong não.
Một tổng quan vào năm 2015 đã tóm tắt một số nghiên cứu liên quan đến việc sử dụng methamphetamin lâu dài ở loài gặm nhấm. Những thay đổi di truyền học biểu sinh được quan sát thấy trong con đường trung não-hồi viền. Con đường trung não-hồi viền (mesolimbic pathway, hay con đường phần thưởng/ con đường tưởng thưởng) là con đường dopamin kết nối vùng mái não giữa (ventral tegmental area, VTA) với nhân cạp (nucleus accumbens, NAc). Những thay đổi còn xuất hiện ở thể vân lưng (dorsal striatum), hải mã và vỏ não trước trán. Việc sử dụng methamphetamin lâu dài gây ra hiện tượng acetyl hóa, deacetyl hóa histone và methyl hóa histone đặc hiệu gen. Có thể quan sát thấy sự methyl hóa DNA đặc hiệu gen ở các vùng não cụ thể. Những thay đổi biểu sinh khác nhau đã gây ra sự tăng/giảm điều hòa gen cụ thể quan trọng trong cơ chế gây nghiện. Ví dụ, việc sử dụng methamphetamin lâu dài gây ra quá trình methyl hóa lysine ở vị trí 4 của histone 3 nằm ở vùng khởi động (promoter) của gen c-fos và gen C-C chemokine receptor 2 (ccr2), kích hoạt các gen đó trong nhân cạp (NAc). Gen c-fos được biết nhiều là có tác dụng quan trọng trong quá trình gây nghiện. Còn gen ccr2 cũng rất quan trọng trong gây nghiện, vì đột biến gây bất hoạt gen này có thể làm nhẹ đi tình trạng nghiện.
Ở những con chuột bị nghiện methamphetamin, sự điều hòa biểu sinh thông qua việc giảm quá trình acetyl hóa histone trong neuron, gây ra giảm phiên mã receptor glutamat. Các receptor glutamat đóng vai trò quan trọng trong việc điều chỉnh sự lạm dụng thuốc bất hợp pháp.
Cho loài gặm nhấm sử dụng methamphetamin làm tổn thương DNA trong não, đặc biệt là ở vùng nhân não. Trong quá trình sửa chữa các tổn thương DNA có thể xảy ra sự thay đổi chất nhiễm sắc, chẳng hạn như quá trình methyl hóa DNA hoặc acetyl hóa/methyl hóa histone tại vị trí sửa chữa. Những thay đổi này có thể là những "vết sẹo" biểu sinh trong chất nhiễm sắc, góp phần tạo ra những thay đổi biểu sinh lâu dài trong tình trạng nghiện methamphetamin.

##### Dược trị liệu (Liệu pháp hóa dược)
Một tổng quan hệ thống năm 2018 và phân tích gộp mạng lưới 50 thử nghiệm liên quan đến 12 biện pháp can thiệp tâm lý xã hội khác nhau đối với chứng nghiện amphetamin, methamphetamin, cocaine cho thấy rằng điều trị đa mô thức với cả phương pháp quản lý dự phòng (ontingency management) và phương pháp tiếp cận củng cố cộng đồng và đào tạo gia đình (CRAFT) có hiệu quả cao nhất (tức là tỷ lệ dừng sử dụng chất) và khả năng chấp nhận cao nhất (tức là tỷ lệ tái nghiện thấp nhất). Các phương thức điều trị khác bao gồm đơn trị liệu với quản lý dự phòng hoặc phương pháp tiếp cận củng cố cộng đồng (community reinforcement approach), liệu pháp hành vi nhận thức, chương trình 12 bước, liệu pháp nhóm (non-contingent reward-based therapies), liệu pháp tâm động học (psychodynamic therapy) và các liệu pháp kết hợp khác.
Tính đến  tháng 12 năm 2019, chưa thấy hiệu quả của dược trị liệu (tức là điều trị dùng thuốc) cho bệnh nhân nghiện methamphetamin. Các tổng quan hệ thống từ năm 2015 và 2016 chỉ ra rằng chất đồng vận chọn lọc TAAR1 rất tiềm năng trong điều trị chứng nghiện chất kích thần. Tuy nhiên, tính đến  tháng 2 năm 2016, các hợp chất có chức năng là chất chủ vận chọn lọc TAAR1 vẫn chỉ là thuốc thử nghiệm.
Một tổng quan hệ thống và phân tích tổng hợp từ năm 2019 đã đánh giá hiệu quả của 17 liệu pháp hóa dược khác nhau được sử dụng trong các thử nghiệm ngẫu nhiên có đối chứng đối với bệnh nhân nghiện amphetamin và methamphetamin. Kết quả: chỉ tìm thấy bằng chứng mức độ thấp cho thấy methylphenidat có thể làm giảm việc người nghiện tự tiêm amphetamin hoặc methamphetamin. Có bằng chứng mức thấp đến trung bình về việc hầu hết các thuốc khác được sử dụng trong các thử nghiệm nêu trên là không mang lại lợi ích, bao gồm thuốc chống trầm cảm (bupropion, mirtazapine, sertraline), thuốc chống loạn thần (aripiprazole), thuốc chống co giật (topiramate, baclofen, gabapentin), naltrexone, varenicline, citicoline, ondansetron, prometa, riluzole, atomoxetine, dextroamphetamin và modafinil.

#### Sự lệ thuộc vào chất gây nghiện và hội chứng cai
Khả năng dung nạp thuốc tăng lên nhanh chóng khi lạm dụng methamphetamin (tức là sử dụng methamphetamin để giải trí). Hệ quả, thời gian lạm dụng thuốc kéo dài khiến người nghiện phải tăng liều thuốc ngày càng cao để đạt được tác dụng tương tự.
Theo một tổng quan hệ thống của tổ chức Cochrane về việc cai nghiện ở những người sử dụng amphetamin và methamphetamin, "khi người dùng liều cao, lâu dài chất gây nghiện bỗng dưng đột ngột ngừng sử dụng methamphetamin, hội chứng cai xảy ra trong vòng 24 giờ kể từ liều dùng thuốc cuối cùng." Tổng quan này lưu ý rằng hội chứng cai ở những người dùng liều cao, dùng lâu dài xảy ra thường xuyên, khoảng 88% trường hợp và kéo dài trong 3–4 tuần. Hội chứng cai methamphetamin gồm các triệu chứng: lo lắng, thèm ma túy, khí sắc trầm, mệt mỏi, tăng thèm ăn, tăng hoặc giảm vận động, thiếu động lực, khó ngủ hoặc buồn ngủ, và giấc mơ sáng suốt. Tổng quan hệ thống chỉ ra rằng mức độ nghiêm trọng của các triệu chứng trong hội chứng cai có tương quan thuận với tuổi và mức độ phụ thuộc của từng người.
Methamphetamin trong máu người mẹ có thể đi qua nhau thai vào thai nhi và được tiết vào sữa mẹ. Trẻ sơ sinh có bà mẹ lạm dụng methamphetamin có thể gặp hội chứng cai ở trẻ sơ sinh, với các triệu chứng liên quan đến rối loạn giấc ngủ, bú kém, run và tăng trương lực. Hội chứng cai này tương đối nhẹ và chỉ cần can thiệp y khoa trong khoảng 4% trường hợp.
| Dạng khả biến thần kinh hoặc sự mềm dẻo hành vi                                               | Loại tăng cường hành vi           | Loại tăng cường hành vi               | Loại tăng cường hành vi        | Loại tăng cường hành vi | Loại tăng cường hành vi | Loại tăng cường hành vi | Chú thích |
| Dạng khả biến thần kinh hoặc sự mềm dẻo hành vi                                               | Opiat                             | Chất kích thần                        | Thực phẩm giàu đường, chất béo | Quan hệ tình dục        | Tập thể dục (aerobic)   | Cải tạo môi trường      | Chú thích |
| --------------------------------------------------------------------------------------------- | --------------------------------- | ------------------------------------- | ------------------------------ | ----------------------- | ----------------------- | ----------------------- | --------- |
| Biểu hiện của ΔFosB trong neuron gai trung gian (medium spiny neurons) loại D1 thuộc nhân cạp | ↑                                 | ↑                                     | ↑                              | ↑                       | ↑                       | ↑                       |           |
| Mềm dẻo hành vi                                                                               |                                   |                                       |                                |                         |                         |                         |           |
| Tăng lượng tiếp nhận                                                                          | Có                                | Có                                    | Có                             |                         |                         |                         | [ 75 ]    |
| Nhạy cảm chéo giữa các chất kích thần                                                         | Có                                | Không áp dụng                         | Có                             | Có                      | Giảm dần                | Giảm dần                | [ 75 ]    |
| Tự tiêm chất kích thần                                                                        | ↑                                 | ↑                                     | ↓                              |                         | ↓                       | ↓                       | [ 75 ]    |
| Chất kích thần (sử dụng tại một địa điểm quen thuộc)                                          | ↑                                 | ↑                                     | ↓                              | ↑                       | ↓                       | ↑                       | [ 75 ]    |
| (Tái nghiện)                                                                                  | ↑                                 | ↑                                     |                                |                         | ↓                       | ↓                       | [ 75 ]    |
| Tính mềm dẻo hóa-thần kinh                                                                    |                                   |                                       |                                |                         |                         |                         |           |
| Phosphoryl hóa CREB tại nhân cạp                                                              | ↓                                 | ↓                                     | ↓                              |                         | ↓                       | ↓                       | [ 75 ]    |
| Đáp ứng dopamin tại nhân cạp                                                                  | Không                             | Có                                    | Không                          | Có                      |                         |                         | [ 75 ]    |
| Thể vân thay đổi receptor dopamin                                                             | ↓DRD2, ↑DRD3                      | ↑DRD1, ↓DRD2, ↑DRD3                   | ↑DRD1, ↓DRD2, ↑DRD3            |                         | ↑DRD2                   | ↑DRD2                   | [ 75 ]    |
| Thể vân thay đổi receptor opioid                                                              | Không đổi hoặc ↑μ-opioid receptor | ↑μ-opioid receptor ↑κ-opioid receptor | ↑μ-opioid receptor             | ↑μ-opioid receptor      | Không đổi               | Không đổi               | [ 75 ]    |
| Thể vân thay đổi peptide opioid                                                               | ↑dynorphin Không đổi: enkephalin  | ↑dynorphin                            | ↓enkephalin                    |                         | ↑dynorphin              | ↑dynorphin              | [ 75 ]    |
| Con đường trung não-hồi viền                                                                  |                                   |                                       |                                |                         |                         |                         |           |
| Số lượng đuôi gai tại nhân cạp                                                                | ↓                                 | ↑                                     |                                | ↑                       |                         |                         | [ 75 ]    |
| Mật độ đuôi gai tại nhân cạp                                                                  | ↓                                 | ↑                                     |                                | ↑                       |                         |                         | [ 75 ]    |

### Trẻ sơ sinh
Không giống như các loại ma túy khác, trẻ sơ sinh tiếp xúc với methamphetamin trước khi sinh không có triệu chứng cai ngay lập tức. Thay vào đó, các rối loạn về nhận thức và hành vi bắt đầu xuất hiện khi trẻ đến tuổi học đường.
Một nghiên cứu đoàn hệ tương lai trên 330 trẻ em cho thấy ở 3 tuổi, trẻ tiếp xúc với methamphetamin có biểu hiện phản ứng cảm xúc tăng lên, cũng như có nhiều dấu hiệu lo lắng và trầm cảm hơn; và đến 5 tuổi, trẻ có tỷ lệ rối loạn hướng ngoại (externalizing disorders) và tăng động giảm chú ý (AHDH) cao hơn.

## Quá liều
Quá liều methamphetamin có thể dẫn đến một loạt các triệu chứng. Quá liều methamphetamin nhẹ có thể gây ra các triệu chứng như: loại nhịp tim, lú lẫn, đi tiểu khó có thể buốt hoặc không, tăng/tụt huyết áp, tăng thân nhiệt, đau cơ, kích động tâm lý, thở gấp, run, đa niệu và bí tiểu. Quá liều nặng có thể tạo ra các triệu chứng như cơn bão adrenergic, rối loạn tâm thần methamphetamin, thiểu niệu hoặc vô niệu, sốc tim, xuất huyết não, trụy tuần hoàn, tăng thân nhiệt ác tính, tăng áp lực động mạch phổi, suy thận, tiêu cơ vân, hội chứng serotonin và có lời nói/hành vi/nghi thức "khuôn mẫu" (thuật ngữ của tâm thần học). Quá liều methamphetamin cũng có thể dẫn đến tổn thương não nhẹ do nhiễm độc hệ dopaminergic và serotonergic. Trước khi tử vong do ngộ độc methamphetamin thì thường có thể có biểu hiện co giật và hôn mê.

### Điều trị cấp cứu
Ngộ độc methamphetamin cấp tính phần lớn được sơ cứu bằng cách dùng than hoạt tính và thuốc an thần. Bài tiểu cưỡng bức bằng acid (ví dụ, với vitamin C) sẽ làm tăng bài tiết methamphetamin nhưng không được khuyến khích vì có thể làm tăng nguy cơ làm trầm trọng thêm tình trạng, hoặc gây co giật hoặc tiêu cơ vân. Tăng huyết áp có nguy cơ gây xuất huyết nội sọ (tức là chảy máu trong não) và nếu nghiêm trọng, thường được điều trị bằng phentolamin tiêm tĩnh mạch hoặc nitroprusside. Thuốc chống loạn thần như haloperidol rất hữu ích trong điều trị kích động và rối loạn tâm thần do dùng quá liều methamphetamin.
Thuốc chống loạn thần như haloperidol rất hữu ích trong điều trị kích động và rối loạn tâm thần do dùng quá liều methamphetamin. Labetalol là thuốc chẹn alpha và beta đặc biệt hữu ích trong điều trị đồng thời nhịp tim nhanh và tăng huyết áp do methamphetamin gây ra. Chưa có báo cáo về hiện tượng "kích thích alpha không bị cản trở" (unopposed alpha stimulation) khi sử dụng thuốc chẹn beta để điều trị ngộ độc methamphetamin.

## Tương tác thuốc
Methamphetamin được chuyển hóa bởi enzyme gan CYP2D6 nên chất ức chế CYP2D6 sẽ kéo dài thời gian bán thải của methamphetamin. Methamphetamin cũng tương tác với các chất ức chế monoamin oxidase (MAOIs), vì cả MAOIs và methamphetamin đều làm tăng catecholamin trong huyết tương. Do đó không được việc sử dụng đồng thời cả hai dược chất vì rất nguy hiểm. Methamphetamin làm giảm tác dụng của thuốc an thần và thuốc trầm cảm, đồng thời làm tăng tác dụng của thuốc chống trầm cảm và các chất kích thích khác. Methamphetamin có thể chống lại tác dụng của thuốc hạ huyết áp và thuốc chống loạn thần do tác dụng của chất đối với hệ tim mạch và khả năng nhận thức. Độ pH của chất chứa trong đường tiêu hóa và nước tiểu ảnh hưởng đến sự hấp thu và bài tiết methamphetamin. Cụ thể, chất chứa có tính acid sẽ làm giảm khả năng hấp thu methamphetamin và tăng bài tiết qua nước tiểu, còn chất chứa có tính kiềm thì ngược lại. Do ảnh hưởng của pH đến sự hấp thu, thuốc ức chế bơm proton (PPIs) làm giảm acid dạ dày có tương tác với methamphetamin.

## Dược học

### Dược lực học
Năm 2001, tương tự như amphetamin, methamphetamin được chứng minh là một chất chủ vận mạnh của trace amin-associated receptor 1 (TAAR1), một thụ thể bắt cặp với protein G (GPCR) ở đây là protein Gs và Gq. Phát hiện này rất quan trọng trong việc điều hòa các monoamin trong não. Kích hoạt TAAR1 làm tăng sản xuất cAMP thông qua hoạt hóa adenylyl cyclase và ức chế chức năng vận chuyển monoamin. Các autoreceptor monoamin (ví dụ, receptor dopamin D2, receptor α2-adrenergic, và receptor 5-HT1) có tác dụng ngược lại với TAAR1, và khi các receptor (thụ thể) này phối hợp phối hợp với nhau sẽ điều hòa cho quá trình vận chuyển các monoamin. Đặc biệt, methamphetamin và các trace amin có ái lực liên kết cao đối với TAAR1, nhưng không có ái lực liên kết đối với các autoreceptor monoamin. Các nghiên cứu hình ảnh học chỉ ra rằng methamphetamin và trace amin ức chế quá trình tái hấp thu monoamin tùy vị trí đặc trưng và phụ thuộc vào có hay không sự có mặt của TAAR1 trong các tế bào thần kinh monoamin.
Ngoài việc ức chế các protein vận chuyển monoamin, methamphetamin còn ức chế cả chất vận chuyển monoamin trong túi synap gồm VMAT2, SLC22A3 và SLC22A5. SLC22A3 là chất vận chuyển monoamin ngoài thần kinh có trong tế bào thần kinh đệm hình hình sao. SLC22A5 là chất vận chuyển carnitine có ái lực cao.
Methamphetamin cũng là chất chủ vận của receptor alpha-2 adrenergic và receptor sigma. Meth có ái lực với σ1 lớn hơn σ2, ức chế monoamin oxidase A (MAO-A) và monoamin oxidase B (MAO-B). Kích hoạt receptor sigma bằng methamphetamin có thể tạo điều kiện thuận lợi cho tác dụng kích thích hệ thần kinh trung ương và thúc đẩy quá trình gây độc thần kinh trong não. Dextromethamphetamin là chất kích thích tâm thần mạnh hơn. Levomethamphetamin có tác dụng ở thần kinh ngoại biên mạnh hơn, thời gian bán hủy dài hơn. Ở liều cao, cả hai enantiomer (đồng phân đối quang) của methamphetamin đều có thể gây ra chứng loạn thần gồm các lời nói/hành vi/nghi thức mang tính "khuôn mẫu" và rối loạn tâm thần do methamphetamin, nhưng levomethamphetamin có tác dụng tâm động học (psychodynamic) ngắn hơn.

#### Dopamin
Ở một số vùng não nhất định, tương tự amphetamin, methamphetamin làm tăng nồng độ dopamin trong khe synap. Methamphetamin có thể xâm nhập vào tế bào thần kinh trước synap thông qua chất vận chuyển dopamin (DAT) hoặc bằng cách khuếch tán trực tiếp qua màng tế bào thần kinh. Methamphetamin ức chế tái hấp thu cạnh tranh ở chất vận chuyển dopamin. Khi đi vào tế bào thần kinh trước synap, methamphetamin sẽ kích hoạt TAAR1 thông qua tín hiệu protein kinase A (PKA) và protein kinase C (PKC), gây ra quá trình phosphoryl hóa DAT. Quá trình phosphoryl hóa nhờ PKC và PKA này dẫn đến nhập bào DAT (ức chế tái hấp thu không cạnh tranh), nhưng riêng sự phosphoryl hóa nhờ PKC gây ra sự vận chuyển ngược dopamin (tức là dopamin chui ra ngoài tế bào). Methamphetamin làm tăng nồng độ calci nội bào. Tác dụng này có liên quan đến quá trình phosphoryl hóa DAT thông qua con đường Ca2+/calmodulin-dependent protein kinase (CAMK), làm thất thoát dopamin ra ngoài. TAAR1 đã được chứng minh là làm giảm tốc độ phát xung động của neuron thông qua kích hoạt trực tiếp kênh kali điều chỉnh bên trong bắt cặp với protein G, gọi tắt là kênh GIRK (G protein-coupled inwardly-rectifying potassium channels). Kích hoạt TAAR1 bằng methamphetamin trong tế bào thần kinh đệm hình sao có thể làm làm giảm sự biểu hiện và chức năng màng của EAAT2, một loại chất vận chuyển glutamat.
Amphetamin cũng là chất nền cho chất vận chuyển monoamin dạng túi synap, VMAT2. Sau khi hấp thu methamphetamin tại VMAT2, methamphetamin làm vỡ các túi synap ở khe synap, giải phóng các phân tử dopamin từ các túi synap vào tế bào nhờ dòng chảy dopamin qua VMAT2. Sau đó, các phân tử dopamin trong tế bào được giải phóng từ tế bào thần kinh trước synap vào khe synap thông qua sự vận chuyển thông qua chất vận chuyển dopamin (DAT) theo chiều ngược lại.

#### Noradrenalin (norepinephrin)
Dựa trên biểu hiện mRNA của TAAR1 trong neuron, methamphetamin hay amphetamin đều được cho là có tác động đến noradrenalin tương tự như dopamin. Nói cách khác, giống như amphetamin, methamphetamin gây ra thất thoát noradrenalin nhờ TAAR1 và ức chế tái hấp thu không cạnh tranh tại chất vận chuyển noradrenalin được được phosphoryl hóa (phosphorylated norepinephrine transporter, phosphorylated NET), ức chế tái hấp thu cạnh tranh tại chất vận chuyển noradrenalin (norepinephrine transporter, NET) và giải phóng noradrenalin từ chất vận chuyển monoamin dạng túi synap VMAT2.

#### Serotonin
Tương tự amphetamin, methamphetamin có tác dụng tương tự trên serotonin như trên dopamin và noradrenalin (nhưng ít rõ rệt hơn). Methamphetamin ảnh hưởng đến serotonin thông qua chất vận chuyển monoamin dạng túi synap VMAT2. Giống cơ chế của noradrenalin, amphetamin hay methaphetamin làm thất thoát serotonin nhờ TAAR1 và ức chế tái hấp thu không cạnh tranh tại chất vận chuyển serotonin được được phosphoryl hóa (phosphorylated serotonin transporter, phosphorylated SERT). Giống như dopamin, amphetamin hay methaphetamin có ái lực thấp với thụ thể 5-HT1A của người.

### Dược động học
Sinh khả dụng của methamphetamin là 67% qua đường uống, 79% qua đường xịt mũi, 67 đến 90% qua đường hô hấp (hút thuốc) và 100% qua đường tiêm tĩnh mạch. Sau khi uống, methamphetamin được hấp thu tốt vào máu, với nồng độ methamphetamin đỉnh trong huyết tương đạt được trong khoảng 3,13–6,3 giờ sau khi uống. Methamphetamin cũng được hấp thu tốt sau khi hít phải và sau khi tiêm qua đường mũi. Do methamphetamin có tính ưa mỡ cao nên nó có thể dễ dàng di chuyển qua hàng rào máu não nhanh hơn các chất kích thích khác, nơi nó có khả năng chống phân hủy bởi monoamin oxidase cao hơn. Chất chuyển hóa amphetamin đạt cực đại ở 10–24 giờ. Methamphetamin được đào thải qua thận, tốc độ bài tiết vào nước tiểu bị ảnh hưởng nhiều bởi pH nước tiểu. Khi dùng đường uống, 30–54% liều dùng được bài tiết qua nước tiểu dưới dạng methamphetamin và 10–23% dưới dạng amphetamin. Sau liều IV, khoảng 45% được bài tiết dưới dạng methamphetamin và 7% dưới dạng amphetamin. Thời gian bán hủy thải trừ của methamphetamin thay đổi trong khoảng 5–30 giờ, nhưng trung bình là 9 đến 12 giờ trong hầu hết các nghiên cứu. Thời gian bán thải của methamphetamin không thay đổi tùy theo đường dùng nhưng có sự khác biệt đáng kể giữa các cá nhân.
Cho đến hiện tại, CYP2D6, dopamin β-hydroxylase (DBH), monooxygenase chứa flavin 3 (flavin-containing monooxygenase 3, FMO3), butyrate-CoA ligase (XM-ligase), và glycine N-acyltransferase (GLYAT) là các enzym được biết đến có tham gia chuyển hóa methamphetamin hoặc các chất trung gian ở người. Các chất chuyển hóa chính là amphetamin và 4-hydroxymethamphetamin; các chất chuyển hóa nhỏ khác bao gồm: 4-hydroxyamphetamin,4-hydroxynorephedrine, 4-hydroxyphenylacetone, acid benzoic, acid hippuric, noradrenalin và phenylacetone, vốn là các chất chuyển hóa của amphetamin. Trong số các chất chuyển hóa này, các chất có hoạt tính kích thích giao cảm là amphetamin, 4‑hydroxyamphetamin, 4‑hydroxynorephedrine, 4-hydroxymethamphetamin, và norephedrine. Methamphetamin là chất ức chế CYP2D6.

Các con đường chuyển hóa chính liên quan đến quá trình para-hydroxyl hóa nhân thơm, alpha- và betahydroxyl hóa hợp chất không vòng, N-oxy hóa, N-dealkyl hóa, và khử amin. Các con đường trao đổi chất, các chất trung gian chuyển hóa đã được phát hiện và các enzym chuyển hóa ở người được trình bày trong sơ đồ dưới đây:

#### Phát hiện trong dịch cơ thể
Methamphetamin và amphetamin thường được đo trong nước tiểu hoặc máu, là một phần của quy trình xét nghiệm ma túy trong thể thao, việc làm, chẩn đoán ngộ độc và pháp y. Kỹ thuật chiral (để xác định các enatiomer của methamphetamin) có thể được sử dụng để giúp phân biệt nguồn gốc của thuốc, nhằm xác định liệu nó được mua bất hợp pháp hay hợp pháp thông qua đơn thuốc hoặc tiền thuốc. Phân tách chiral giúp đánh giá xem người được thực hiện xét nghiệm có sử dụng levomethamphetamin hay không, vì đây là một thành phần hoạt chất trong một số thuốc thông mũi không kê đơn có làm kết quả xét nghiệm dương tính. Bổ sung kẽm trong chế độ ăn uống có thể "che giấu" sự có mặt của methamphetamin và các loại thuốc khác trong nước tiểu.

## Hoá học

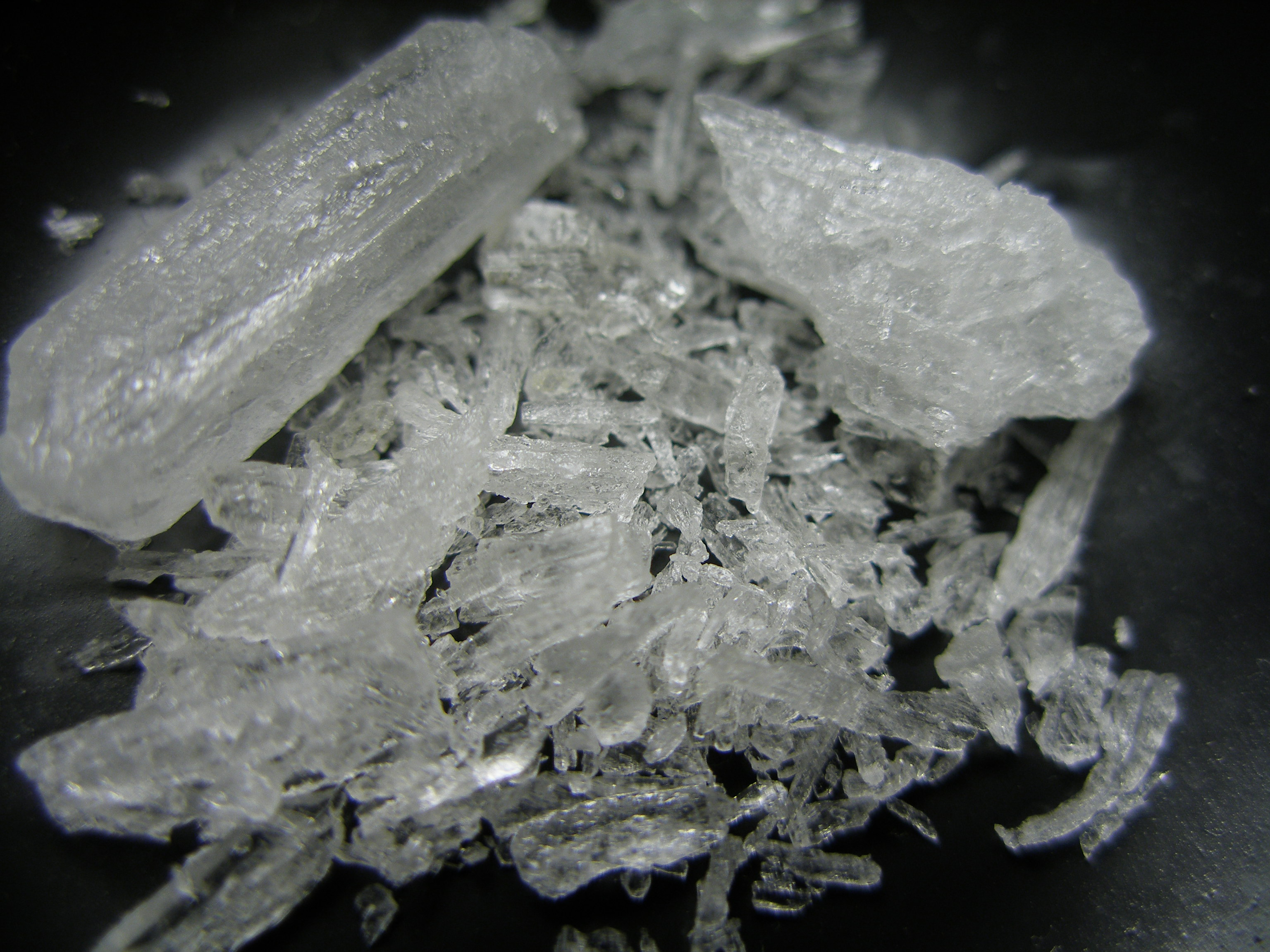
Các mảnh methamphetamin hydrochloride tinh khiết, còn được gọi là ma tuý đá.

Methamphetamin là một hợp chất chiral có hai chất đối quang (enantiomer) là dextromethamphetamin và levomethamphetamin. Ở nhiệt độ phòng, methamphetamin ở dạng base tự do, là chất lỏng trong suốt, không màu, có mùi đặc trưng của lá phong lữ. Chất tan trong diethyl ether và ethanol cũng như có thể trộn lẫn với chloroform.
Ngược lại, muối methamphetamin hydrochloride không mùi, có vị đắng. Điểm nóng chảy từ 170 và 175 °C (338 và 347 °F) và ở nhiệt độ phòng, xuất hiện dưới dạng tinh thể màu trắng hoặc bột tinh thể màu trắng. Muối hydrochloride cũng hòa tan tự do trong ethanol và nước. Cấu trúc tinh thể của một trong hai đồng phân đối quang là đơn tà với nhóm không gian (space group) là P21; tại 90 K (−183,2 °C; −297,7 °F), methamphetamin có tham số mạng (lattice constant) a = 7,10 Å, b = 7,29 Å, c = 10,81 Å và β = 97,29°.

### Giáng hóa
Một nghiên cứu năm 2011 về việc tiêu hủy methamphetamin bằng thuốc tẩy cho thấy hiệu quả của quá trình tiêu hủy có mối tương quan với thời gian và nồng độ tiếp xúc. Một nghiên cứu kéo dài một năm (cũng từ năm 2011) cho thấy methamphetamin trong đất là chất gây ô nhiễm dai dẳng. Trong một nghiên cứu năm 2013 về các lò phản ứng sinh học trong nước thải, người ta phát hiện ra rằng methamphetamin bị phân hủy phần lớn trong vòng 30 ngày tiếp xúc với ánh sáng.

### Tổng hợp
Hỗn hợp racemic của methamphetamin có thể được điều chế bắt đầu từ phenylacetone bằng phản ứng Leuckart hoặc phương pháp khử amin hóa. Trong phản ứng Leuckart, một chất tương đương của phenylacetone được phản ứng với hai chất tương đương của N-methylformamide để tạo ra formyl amide của methamphetamin và sản phẩm phụ là carbon dioxide và methylamin. Trong phản ứng này, một cation iminium được hình thành như một chất trung gian, chất này tiếp tục được khử bằng N-methylformamide. Sau đó, formyl amide trung gian được thủy phân trong môi trường dung dịch có tính acid để tạo ra methamphetamin là sản phẩm cuối cùng. Ngoài ra, phenylacetone có thể phản ứng với methylamin trong điều kiện khử để tạo ra methamphetamin.

## Lịch sử, xã hội và văn hóa
Amphetamin, được phát hiện trước methamphetamin, được nhà hóa học người Romania Lazăr Edeleanu tổng hợp lần đầu tiên vào năm 1887 tại Đức. Ông đặt tên cho nó là phenylisopropylamin. Ngay sau đó, năm 1893, nhà hóa học người Nhật Nagai Nagayoshi tổng hợp methamphetamin từ ephedrine. Ba thập kỷ sau, vào năm 1919, methamphetamin hydrochloride được dược sĩ Akira Ogata tổng hợp thông qua phản ứng khử ephedrine bằng phosphor đỏ và iod.

Kể từ năm 1938, methamphetamin được tiếp thị trên quy mô lớn ở Đức dưới dạng thuốc không kê đơn dưới tên thương hiệu Pervitin, được sản xuất bởi công ty dược phẩm Temmler có trụ sở tại Berlin. Hợp chất này được sử dụng bởi các lực lượng vũ trang Đức Quốc Xã, vì tác dụng kích thích và gây ra sự cảnh giác cao độ kéo dài. Pervitin được quân đội Đức gọi một cách thông tục là "Viên nén Stuka" (Stuka-Tabletten) và "Viên Herman-Göring" (Hermann-Göring-Pillen), như một sự ám chỉ đầy ác ý đến chứng nghiện ma túy được biết đến rộng rãi của Göring. Tuy nhiên, các tác dụng phụ (đặc biệt là các triệu chứng cai) nghiêm trọng đến mức quân đội phải cắt giảm mạnh việc sử dụng chất vào năm 1940. Đến năm 1941, việc sử dụng bị hạn chế theo đơn thuốc của bác sĩ và quân đội, kiểm soát chặt chẽ khâu phân phối chất. Các binh sĩ sẽ chỉ nhận được một vài viên mỗi lần và không được khuyến khích sử dụng chúng trong chiến đấu. Nhà sử học Łukasz Kamieński nói:
A soldier going to battle on Pervitin usually found himself unable to perform effectively for the next day or two. Suffering from a drug hangover and looking more like a zombie than a great warrior, he had to recover from the side effects.
Tạm dịch: Một người lính ra trận có sử dụng Pervitin thường cảm thấy không thể hoạt động linh hoạt trong một hoặc hai ngày tới. [Trông anh ta như] bị say rượu và tựa như thây ma hơn là một chiến binh vĩ đại, anh phải hồi phục do tác dụng phụ [của thuốc].

Nhiều binh sĩ trở nên bạo lực, gây ra tội ác chiến tranh với dân thường; những người khác tấn công các sĩ quan của chính họ.
Vào thập niên 1950, Obetrol được cấp bằng sáng chế bởi Obetrol Pharmaceuticals, chỉ định để điều trị béo phì. Đây là một trong những thương hiệu đầu tiên về sản phẩm dược phẩm chứa methamphetamin. Do tác dụng tâm lý và kích thích của methamphetamin, Obetrol đã trở thành loại thuốc giảm cân phổ biến ở Mỹ trong những năm 1950 và 1960. Cuối cùng, khi đặc tính gây nghiện của loại ma túy này được biết đến, các chính phủ bắt đầu quản lý chặt chẽ việc sản xuất và phân phối methamphetamin. Thật vậy, vào đầu thập niên 1970 ở Hoa Kỳ, methamphetamin đã trở thành chất được kiểm soát theo Danh mục II theo Đạo luật Kiểm soát Chất. Hiện nay, methamphetamin được bán dưới tên thương mại Desoxyn, do công ty dược phẩm Đan Mạch Lundbeck đăng ký thương hiệu. Tính đến tháng 1 năm 2013, nhãn hiệu Desoxyn đã được bán cho công ty dược phẩm Recordati của Ý.

## Buôn lậu
Tam giác vàng (Đông Nam Á), cụ thể là Bang Shan, Myanmar, là nơi sản xuất methamphetamin hàng đầu thế giới. Hoạt động sản xuất methamphetamin tạo ra các viên Ya ba (thuốc điên) và methamphetamin dạng tinh thể, xuất khẩu sang Hoa Kỳ và khắp Đông Á, Đông Nam Á và Thái Bình Dương.
Liên quan đến việc tăng tốc sản xuất ma túy tổng hợp trong khu vực, tổ chức Sam Gor của Trung Quốc ở Quảng Đông, còn được gọi là The Company, được hiểu là tổ chức tội phạm quốc tế chính chịu trách nhiệm về sự thay đổi này. Tổ chức được tạo thành từ các thành viên của năm bộ ba khác nhau. Sam Gor chủ yếu tham gia buôn bán ma túy, kiếm được ít nhất 8 tỷ USD mỗi năm. Sam Gor bị cáo buộc kiểm soát 40% thị trường methamphetamin châu Á - Thái Bình Dương, chưa bao gồm buôn bán heroin và ketamin. Tổ chức đang hoạt động ở nhiều quốc gia, bao gồm Myanmar, Thái Lan, New Zealand, Úc, Nhật Bản, Trung Quốc và Đài Loan. Sam Gor trước đây sản xuất meth ở miền Nam Trung Quốc và hiện được cho là sản xuất chủ yếu ở Tam giác vàng, cụ thể là bang Shan, Myanmar, nguyên nhân gây ra phần lớn sự gia tăng lớn của meth tinh thể vào khoảng năm 2019.. Nhóm này được hiểu là do Tse Chi Lop, một trùm xã hội đen sinh ra ở Quảng Châu, Trung Quốc, cầm đầu.
Sam Gor bị cáo buộc kiểm soát 40% thị trường methamphetamin ở châu Á-Thái Bình Dương, đồng thời buôn bán heroin và ketamin. Tổ chức này hoạt động ở nhiều quốc gia, bao gồm Myanmar, Thái Lan, New Zealand, Úc, Nhật Bản, Trung Quốc và Đài Loan. Sam Gor trước đây sản xuất meth ở miền Nam Trung Quốc và hiện được cho là sản xuất chủ yếu ở Tam giác vàng, cụ thể là Bang Shan, Myanmar, nguyên nhân gây ra phần lớn sự gia tăng lớn của meth tinh thể vào khoảng năm 2019. Người đứng đầu băng nhóm này là Tse Chi Lop, một tay xã hội đen sinh ra ở Quảng Châu, Trung Quốc và cũng mang hộ chiếu Canada, bị bắt vào ngày 22 tháng 11 năm 2021.

## Tình trạng pháp lý
Việc sản xuất, phân phối, bán và sở hữu methamphetamin bị hạn chế hoặc bất hợp pháp ở hầu như mọi khu vực pháp lý. Methamphetamin được xếp vào lịch trình II của hiệp ước Công ước Liên hợp quốc về các chất ma túy.

## Nghiên cứu
Dựa trên nghiên cứu trên động vật, calcitriol, chất chuyển hóa có hoạt tính của vitamin D, có thể có chức năng bảo vệ đáng kể, chống tác dụng làm suy giảm DA- và 5-HT của liều methamphetamin gây độc thần kinh.